# Amt Neuhaus
Amt Neuhaus település Németországban, azon belül Alsó-Szászország tartományban. Lakosainak száma 5535 fő (2023. december 31.).

## Népesség
A település népességének változása:
| Lakosok száma | 4776 | 5204 | 5239 | 5005 | 5074 | 5320 | 5535 |
|               | 2014 | 2016 | 2017 | 2019 | 2021 | 2022 | 2023 |